# Dirk Wiese
Dirk Wiese (Winterberg, 19 gennaio 1965) è un ex bobbista tedesco.

## Biografia
Inizia la carriera nelle categorie giovanili dove ottiene la vittoria nel bob a quattro e il bronzo nel bob a due alla prima edizione dei campionati mondiali juniores, disputatasi nel 1987 a Sarajevo, ottenne anche un argento nella gara biposto nell'edizione successiva.
Vinse la sua prima gara in Coppa del Mondo a Winterberg nel dicembre 1990 e raggiunse quale miglior risultato il secondo posto nella classifica generale del bob a quattro nella stagione 1993/94. Salirà sul podio, terzo, anche l'anno successivo.
L'apice della sua carriera si ebbe con la medaglia d'argento conquistata ai campionati mondiali del 1997 tenutisi a St. Moritz, in Svizzera, insieme ai connazionali Christoph Bartsch, Thorsten Voss e Michael Liekmeier. Nell'edizione l'oro andò all'altra nazionale tedesca e il bronzo alla nazionale statunitense.
Partecipò alle olimpiadi invernali del 1998 svoltesi a Nagano, in Giappone, dove si piazzò undicesimo nel bob a due. Vinse inoltre due medaglie d'argento e due di bronzo ai campionati europei.

## Palmarès

### Mondiali
- 1 medaglia:
  - 1 argento (bob a due a Sankt Moritz 1997).

### Europei
- 4 medaglie:
  - 2 argenti (bob a quattro a Cervinia 1991; bob a quattro a Sankt Moritz 1993);
  - 2 bronzi (bob a quattro a La Plagne 1994; bob a quattro a Schönau am Königssee 1997).

### Mondiali juniores
- 3 medaglie:
  - 1 oro (bob a quattro a Sarajevo 1987);
  - 1 argento (bob a quattro a Winterberg 1988).
  - 1 argento (bob a due a Sarajevo 1987).

### Coppa del Mondo
- Miglior piazzamento in classifica generale nel bob a due maschile: 2° nel 1993/94.